# Friedrich Karl Ludwig Textor
Friedrich Karl Ludwig Textor (* 13. November 1775 in Frankfurt am Main; † 31. Dezember 1851 ebenda) war ein deutscher Jurist und Mundartschriftsteller.

## Leben und Werk
Textor war ein Sohn des Frankfurter Ratsherrn und Bürgermeisters Johann Jost Textor (1739–1792). Sein Großvater war Johann Wolfgang Textor. Er besuchte ab 1784 das Frankfurter Gymnasium, wo er besonders durch mehrere längere Fehlzeiten auffiel. Noch während seiner Schulzeit entstand 1794 das Lustspiel Der Prorector, in dem er seinen Lehrer Johann Jacob Gottlieb Scherbius karikierte, der auch schon seinen Cousin Johann Wolfgang Goethe in Latein und Griechisch unterrichtet hatte. Textor porträtierte sich in dem Stück selbst als vorlauten Klassenältesten der Sekunda. Das Stück gilt als frühestes erhaltenes Schauspiel in Frankfurter Mundart. Es erschien 1839 in zweiter Auflage und wurde 1893 von Hermann Grotefend im Archiv für Frankfurts Geschichte und Kunst veröffentlicht.
1797 begann Textor ein Studium der Rechtswissenschaften in Tübingen, das er 1800 mit Promotion und Habilitation abschloss. Textor blieb als Privatdozent, später als außerordentlicher Professor in Tübingen, bis er 1813 in seine Heimatstadt zurückkehrte und eine Anwaltspraxis eröffnete. In Tübingen heiratete er am 16. Mai 1805 Friedricke Sofie Gess († 5. November 1815), mit der er vier Kinder bekam. Der älteste Sohn war Wilhelm Carl Friedrich Textor, später Jurist und Politiker der Freien Stadt Frankfurt.
Textor galt als exzellenter und humorvoller Redner von hoher Begabung, dem es aber nicht gelang, eine gesicherte bürgerliche Existenz aufzubauen. 1816 musste er Bankrott erklären und seine Praxis wieder aufgeben. Da auch das väterliche Erbe inzwischen aufgebraucht war, lebte er daraufhin von Privatunterricht in Deutsch, Geschichte, Geographie und Alten Sprachen. Zu seinen Schülern gehörte auch Friedrich Stoltze.
Für eine von ihm verfasste Weltgeschichte fand er keinen Verleger, so dass das Werk unvollendet blieb. In den letzten Lebensjahren war Textor verarmt und lebte von einem Stipendium der Brönnerschen Stiftung im Senckenbergischen Bürgerhospital.